# Antoine de Cournand
Antoine Cournand, dit Antoine de Cournand, ou l'abbé de Cournand, né à Marseille (Bouches-du-Rhône) le 17 octobre 1742 et mort à Paris le 24 mai 1814, est un poète et traducteur français. 

## Biographie
Entré chez les oratoriens, il enseigna pendant douze ans la rhétorique en province. En 1784, il fut nommé professeur de littérature française au Collège royal. Il fut également lecteur de Louis XVI et abbé de Saint-Étienne-du-Mont. Lorsque survint la Révolution, il devint membre du club des Jacobins et plaida auprès de l'Assemblée pour l'abolition de l'esclavage, pour le démantèlement de la propriété et la redistribution des terres aux pauvres. Il défroqua, plaida pour le mariage des prêtres en 1790 et se maria secrètement en 1791. Après la Commune de 1792, il devint membre de la commission administrative pour Paris. 
Outre des poèmes didactiques et quelques discours et épitres en vers, il publia des traductions du portugais, de l'italien, du grec et du latin. Sa production littéraire « assez bornée » fut dans l'ensemble peu estimée. Voulant rivaliser avec l'abbé Delille, il se rendit ridicule en plagiant sa traduction des Géorgiques de Virgile.

## Divers
De sa femme Marie Flore Dufresne, il eut sept enfants, dont : 
- Antoine Cournand (1797-1842), chef d'institution à Saint-Pétersbourg puis à Fontenay-aux-Roses.
- Joseph Cournand, traducteur des œuvres d'Horace (Paris, Delalain, 1829), professeur de français à Tsarskoié Sélo puis à Saint-Pétersbourg (au lycée impérial Alexandre), qui exerça une grande influence sur Dostoïevski.

Sa petite-fille, Marie Roubaud de Cournand (1822-1916), fut la dernière élève de Frédéric Chopin (1810-1849). Son arrière-petite-fille, baptisée également Marie, mourut tragiquement dans l'incendie du Bazar de la Charité.

## Principales publications
- Les Styles, poème en quatre chants, illustré par Pierre Jean-Baptiste Bradel (1781)
- Les Quatre Âges de l'homme (1785)
- Tableau des révolutions de la littérature ancienne et moderne (1786)
- Requête présentée à Nos seigneurs de l'Assemblée nationale en faveur des gens de couleur de l'île de Saint-Domingue (1789) lire en ligne sur Gallica
- Le Mariage des prêtres, ou Récit de ce qui s'est passé à trois séances des assemblées générales du district de Saint-Étienne-du-Mont, où l'on a agité la question du mariage des prêtres, avec la motion principale et les opinions des honorables membres qui ont appuyé la motion (1790) lire en ligne sur Gallica
- De la propriété, ou La cause du pauvre, plaidée au Tribunal de la Raison, de la Justice et de la Vérité (1791) lire en ligne sur Gallica

Traductions
- Francisco José Freire (es) : Vie de l'infant Dom Henri de Portugal, auteur des premières découvertes qui ont ouvert aux Européens la route des Indes (1781)
- Giambattista Toderini : De la Littérature des Turcs (3 volumes, 1789)
- Stace : Achilléide (1799)
- Virgile : Géorgiques (1806)
- Catulle : Épithalame de Thétis et de Pélée (1806)
- Musée le Grammairien : Les Amours de Léandre et d'Héro (1806)
- Coluthus : L'Enlèvement d'Hélène (1807) lire en ligne sur Gallica

## Sources
- Pierre Larousse, Grand Dictionnaire universel du XIXe siècle, vol. V, 1869, p. 355.